# فرنسيسكو بيريز سييرا
فرنسيسكو بيريز سييرا (بالإسبانية: Francisco Pérez Sierra)‏ هو رسام إسباني، ولد في 1627 في نابولي في إيطاليا، وتوفي في 1709 في مدريد في إسبانيا.